# Cowperia punctata
Cowperia punctata är en stekelart som beskrevs av Girault 1919. Cowperia punctata ingår i släktet Cowperia och familjen sköldlussteklar.
Artens utbredningsområde är Singapore. Inga underarter finns listade i Catalogue of Life.